# 黑色水母
黑色水母（1986年11月16日—），真名黃俊傑（Cody Wong），是马来西亚华人男性漫画家，来自雪蘭莪。

## 生平

### 早年
幼年時期的黄俊杰是在《哆啦A夢》、《老夫子》、《七龍珠》等日本或香港漫画的陪伴下长大。小学时期受到家鄉小鎮租書店漫畫本的薰陶下，以及自身對繪畫的興趣，黄俊杰開始萌生成為漫畫家的念頭。以其參與任何繪畫比賽，他選擇在小書上绘制自创漫画，也仅限于同学之间的传阅。
中學畢業後，黄俊杰再度创作投稿便获得《星洲日報》和《中國報》报社的连载机会。21歲左右，為了凸顯自己的存在和避免與其他同名投稿者混淆，在報社編輯的提議下，為自己取了“黑色水母”的筆名。由於學業成績優秀，黄俊杰曾获大学录取生物科技系，但在一个月后便退学，改为报读立万国际美术学院（The One Academy）。約五個月后，黄俊杰无法接受学院缺乏生動性的教学，他選擇再度輟學，踏上了成為漫畫家的旅途。22歲，黄俊杰正式成為全職漫畫家。

### 漫畫生涯
2007年，黄俊杰在壹間出版社（One Publisher）推出首本《幽默四格》漫畫本。2008年，黄俊杰自尋《哥妹倆》漫畫家徐有利，並且與他談論有關出版青少年期刊的計畫。出於不適當的理由，黄俊杰只好把出版計畫改成漫畫單行本模式，並且也在青蘋果工作室（G. Apple Studio）出版《爆笑吉米》和其它品口動漫社（Pinko Creative）陸續作品。2009年，黄俊杰開始在《哥妹倆之e起學習》單元中連載“黑色水母漫畫”。前五年的创作以纯搞笑为主，到了第六年時轉換成哲學和社會故事剧情。2015年，黄俊杰在“黑色水母啊啊啊！”面子書專頁上發布《再见》的耐人尋味短篇漫畫作品，獲得網民們的熱烈反應，还因此收获来自香港的金門電影製作有限公司作青睐。2017年，《所以我們心裡的雨刷在跳舞》和《阿母的透明罐頭》首次在台灣尖端出版上市。2018年11月7日，黄俊杰也在“黑色水母啊啊啊！”面子書專頁提及同著《天橋下的天堂》改編成香港電影，預計在2023年年終開始拍攝。截至2023年，黄俊杰的漫畫作品累计销量达到70万册。

## 作畫風格
黄俊杰的绘画创作方式以马来西亚与日本漫画各式为主（即漫画分镜方向从左到右，也继承四格漫画的“起承转合”原理）。因畫風顯得不精緻、唯美，甚至人物表情極為誇張，早期曾收到網絡論壇上的不少負評，但其作品文字和故事表達實體又深入人心，因此逐漸獲得讀者們的良好反應。黄俊杰聲稱他也有著高精緻度的繪畫技巧，但最後選擇簡陋畫風作為中心點，同時也能快速地完成作品。繪畫用具有粗細黑筆，自動鉛筆和白紙，並且少用尺。他也會通過電腦繪畫軟件修改原圖。

## 作品

### 壹間出版社刊物
- 《幽默四格》

### 青蘋果工作室刊物
- 《爆笑吉米》
- 《超級爛宿舍》
- 《萬能雜貨店》
- 《大紅花國的椰小子》
- 《再看椰小子》
- 《阿母的時間》
- 《一年朋友日記》
- 《阿母的小地盤》
- 《中間56號房》
- 《這些傢伙很厲害！》

### 品口動漫社刊物
- 《我們從吉隆坡搭巴士去英國》
- 《我們從吉隆坡搭巴士去英國（歐洲篇）》
- 《阿母的大飯煲》
- 《抽屜裡的稿》
- 《阿母的長腿口袋》
- 《我的夢想學校V》
- 《有時忘了的小味道》
- 《因為我們都是普通人啊》
- 《阿母的透明罐頭》
- 《We bought a bus ticket from Kuala Lumpur to England》
- 《所以我们心里的雨刷在跳舞》
- 《那些神秘失踪的橡皮擦》
- 《天橋下的天堂》
- 《請聽外星人說話》
- 《丧尸，机器，我们和弟弟》
- 《天才岛 1、2、3》

## 备注
1. ↑  馬來西亞電視台TV2《前線視窗》：新時代的漫畫家（蔡詩中和黑色水母）在2010年10月14日播放。當時黃俊傑受訪的年齡為24歲，但並沒有明確提及出生年份。

## 外部鏈接
- 黑色水母啊啊啊！的Facebook專頁
- 黑色水母的Instagram帳戶